# Remora
Remora – rodzaj ryb okoniokształtnych z rodziny podnawkowatych. 

## Klasyfikacja
Gatunki zaliczane do tego rodzaju:
- Remora albescens
- Remora australis
- Remora brachyptera
- Remora osteochir
- Remora remora